# ウェスト・コホーテク・池村彗星
ウェスト・コホーテク・池村彗星（ウェスト・コホーテク・ いけむらすいせい、英語: 76P/West-Kohoutek-Ikemura）は、1975年に発見された短周期彗星である。

## 発見
この彗星の発見事情は複雑なものになっている。1975年2月下旬、チェコの天文学者ルボシュ・コホーテクは、同年2月9日におうし座を撮影したプレート上に、南西－北東方向に移動する14等級の彗星状天体を発見した。1枚の写真上では移動方向が分からなかったため、移動方向を外挿して南西と北東の位置を撮影したところ、2月27日に南西への移動を仮定しておひつじ座を撮影したプレート上から13等級の彗星を再発見し、天文電報中央局に報告した。そしてこの彗星は「コホーテク彗星（1975b）」として公表された。
愛知県のアマチュア天文家池村俊彦は、新城市の観測所でコホーテク彗星（1975b）を撮影すべく、3月1日19時（JST）に500ミリf/4.5望遠レンズ+103a-Oフィルムを使用し予報位置付近を撮影した。ところが池村は、移動方向を間違え予報と逆の位置を撮影していた。撮影中に池村は間違いに気づいたがそのまま続行し、複数枚の写真を確認したところ、予報されたコホーテク彗星の方向とは逆に移動する12等級の彗星状天体が写っていたために、翌3月2日東京天文台（当時）の香西洋樹を通じて新彗星として報告した。
各地の観測から、池村が3月1日に発見した新彗星はコホーテクが2月27日に撮影した彗星と同じであることが分かり、「コホーテク・池村彗星（1975b）」として改めてアナウンスされた。
一方、2月9日にコホーテクが撮影した彗星はコホーテク・池村彗星とは別物で、同27日にコホーテク自身が前述の北東の位置を撮影した際に写っていた15等級の彗星と同定され「コホーテク彗星（1975c）」としてアナウンスされた。現在、この1975c彗星は75D/コホーテク彗星と呼ばれている。
コホーテク・池村彗星（1975b）の軌道が算出されると、ウェストが報告していた未確認天体とも同定された。1975年1月、ヨーロッパ南天天文台 (ESO) のリチャード・マーティン・ウェストは1974年10月15日にほうおう座を撮影したプレート上に12等級の彗星状天体が写っていることを報告した。撮影から3ヶ月が経過し見失われたと思われたが、この彗星と連結され「ウェスト・コホーテク・池村彗星（1975b）」と再度改名された。同時にアーク（観測期間）が延びたために短周期彗星であることも判明した。

## 軌道
発見前は近日点距離5 au、周期30年以上の大きな軌道を描いていたが、1972年に木星に0.012auに接近して近日点距離が1.4 auに縮まったところを発見された。1983年に木星に0.57 auまで接近し、近日点距離1.6 au、周期6.5年の現在の軌道に至る。
今後、2055年には木星から0.22auを通過して近日点距離は1.1auに縮まり、直後の近日点通過である2057年12月頃には地球に0.24auまで接近する。さらに2067年には木星から0.49auを通過して近日点距離は1.02～0.97au、周期5.5年まで小さくなる見込みである。

## 出現
1975年の回帰では2月25日に近日点を通過した。既述のとおり、11等～12等級の明るさで観測された。
初回帰となった次の近日点通過は1981年4月11日。1980年11月12日にヨーロッパ南天天文台の100cm望遠鏡で検出され、近日点通過は予報より1.3日早くなった。約17等級で観測された。
1987年の回帰は1987年9月28日にアリゾナ大学月惑星研究所のスカッチが、キットピーク天文台により17等級で検出した。また、10月1日には高知県の関勉によって18等級で独立に検出された。この回帰での観測条件は悪く、観測は多くない。
1993年の回帰は、同年7月20日にキットピークでスカッチが20.1等級で検出した。ほぼ衝の位置で近日点を迎えたため、最大12等級で観測されたが、次の2000年の回帰は、回帰条件が最悪で非観測に終わった。
2006年の回帰では、2006年8月25日に核光度19等で初観測され、2007年初に各地で15等級で観測された。
2013年の回帰では1月に核光度19等で観測されている。5月に近日点通過するが、18等級にとどまる見込みである（2013年4月現在）。